# TOBB Towers
Les  TOBB Towers sont un ensemble de gratte-ciel construit à Ankara de 1998 à 2001 en Turquie. L'ensemble est composée de deux tours jumelles qui font partie d'un complexe de 147 500 m2 abritant des services administratifs de monopoles d'état.